# Écopotentialité
La notion d'écopotentialité (ou de potentialité écologique) est apparue avec l'écologie du paysage et l'histoire environnementale, en quelque sorte née de la conjonction de la biogéographie et de la biologie de la conservation.

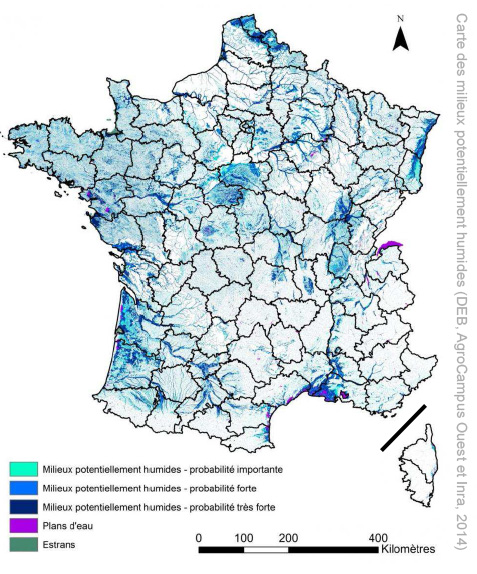
Exemple de cartographie (partielle) d'écopotentialié : cette carte présent les milieux potentiellement humides selon des critères géomorphologiques et climatiques (s'il n'y avait pas eu de drainage ni comblement, etc.).
12 987 000 hectares sont ici des « potentiellement humides » (23,2 % du territoire) mais les zones humides potentielles de plateau, de pente et de zones karstiques, difficiles à modéliser sont sous-estimées.

C'est une notion à la fois qualitative et quantitative. Prise au sens large, elle caractérise à la fois :
- le degré potentiel ou probable de biodiversité d'un territoire,
- le potentiel d'expression de cette biodiversité (présente ou potentiellement présente ou qui serait théoriquement présente si des facteurs l'affectant négativement étaient supprimés ou réduits),
- la valeur de ce territoire au regard de l'écologie du paysage, et l'intérêt écologique (probable ou potentiel) pour chaque parcelle, tache ou élément fonctionnel du paysage.

Autrement dit, les potentialités écologiques d’un espace naturel traduisent l’importance que cet espace est susceptible d’avoir pour la préservation de la biodiversité à l’échelle du territoire considéré.
Dans le sous-domaine du sol, du sable des pannes dunaires, concernant la banque spores, macrorestes viables et de graines vivantes et qui pour certaines peuvent germer durant des décennies enfouie dans le sol, on parle parfois de cryptopotentialité des sols et de cryptobanque de graine.

## Enjeux
La notion d'écopotentialité inclut une dimension d'éthique environnementale qui pose des questions telles que : Faut-il se contenter de freiner la perte de biodiversité ? Faut-il uniquement préserver la « nature remarquable » ? ou faut-il restaurer un véritable réseau écologique fonctionnel, en cherchant à valoriser le « potentiel » écologique des sites et des espèces, pour retrouver une partie de ce qui pourrait (ou devrait ?) être présent ?
L'écopotentialité renvoie à de nouvelles formes, plus durables et « restauratoires » d'aménagement du territoire, aux plans et programmes de renaturation ou de restauration de réseaux écologiques, aux activités de génie écologique et à la notion de services écologiques ou services écosystémiques.
C'est notamment une donnée très importante, bien qu'encore rarement prise en compte pour la cartographie des corridors biologiques, des trames vertes, trames vertes et bleues ou réseaux écologiques.
Elle tend à prendre de l'importance comme élément possible d’auto-sécurisation (résilience écologique) des écosystèmes face aux incertitudes climatiques et écologiques.

## Évaluation d'un potentiel écologique
Cette notion, faute de protocole scientifique validé à cette époque, et par manque de données sur les potentialités écologiques dans la plupart des pays, n'a pas été vraiment prise en compte lors de la première (et seule à ce jour) évaluation globale mondiale des écosystèmes faite par l'ONU, l'évaluation des écosystèmes pour le millénaire.
Elle devrait néanmoins à l'avenir prendre une importance croissante dans le domaine de l'évaluation environnementale, en montrant la valeur « potentielle » de certaines espèces ou habitats, pour les services qu'ils pourraient rendre (par exemple en cas de dérèglement climatique, d'épidémie, etc.) demain, et non uniquement pour ceux qu'ils rendent (ou ne rendent plus) aujourd'hui.
À titre d'exemple, ces services peuvent être
- un effet tampon sur les inondations, les microclimats ou le climat planétaire (inertie climatique),
- des services primordiaux de soutien aux conditions favorables à la vie sur Terre dont cycles biogéochimiques nécessaires à la production de tous les autres services : production de dioxygène atmosphérique et solubilisé dans les eaux,
- production de biomasse
- recyclage de la nécromasse,
- formation et rétention des sols et des humus,
- offre en habitats naturels, Puits de carbone,
- potentialité de cicatrisation (résilience écologique) d'un milieu à la suite d'un aléa, etc.

…ainsi que d'autres services (culturels et aménitaires par exemple)…
La prise en compte de ces « potentialités » permettrait une définition plus pertinente et efficace des mesures compensatoires et conservatoires ou restauratoires dans le cadre des études d'impacts et enquêtes publiques.

### Modes de calcul
La notion scientifique ou administrative d'écopotentialité est récente et ne fait l'objet d'étude que depuis quelques années. Elle a de plus des dimensions variées ; depuis l'appréciation du potentiel de la cryptobanque de graine du sol au potentiel écologique de forêts, ou de groupes d'habitats à des échelles régionales. Elle s'appuie donc notamment sur des notions d'écologie rétrospective.
On l'apprécie à dire d'expert et par des calculs statistiques et de probabilité, combinant par exemple des bases fondées sur des éléments d'écologie rétrospective, d'histoire environnementale, d'écologie prospective d'analyses de tendances ou d'analyses cartographiques diverses (sur systèmes SIG en général).
Comme le rappelle l'étude faite pour le nord de la France, si des méthodes permettent des évaluations grossières ou à l'échelle des paysages (grâce à l'analyse des images satellitales notamment), « seule une étude fine de terrain permettrait d’évaluer la valeur écologique réelle de chaque parcelle d’espace naturel » (§ 1.2, page 6 de l'étude).

#### Cas particulier de la forêt
Pour les articles homonymes, voir IBP.
La forêt abrite une grande partie de la biodiversité terrestre. En France, pour les sylviculteurs intéressés par la biodiversité, ou pour les gestionnaires d'habitats forestiers impliqués dans l'écocertification, dans des plans de restauration ou de conservation, un groupe d'experts (CRPF, IDF, CEMAGREF - ce dernier s’appelant désormais Irstea) a développé, en 2008, un « indice de biodiversité potentielle » (« IBP ») ; décrivant « la biodiversité maximale du peuplement en relation avec ses caractéristiques actuelles, sans prendre en compte la biodiversité réelle » d'unités de gestion ou parcelles de 0,25 à 20-30 ha, à peuplements homogènes. Cet indice décrit une « capacité d’accueil en espèces et en communautés, sans préjuger de la biodiversité réellement présente qui ne pourrait être évaluée qu’avec des inventaires complexes, non opérationnels en routine ».
Cette notation est basée sur dix critères simples (sept décrivant la gestion récente du boisement et trois décrivant son contexte environnemental). Une visite rapide de la parcelle forestière permet de le calculer. Il peut être présenté sur un graphique « en toile d’araignée » (ou « en radar »), en rendant plus évident les points critiques à améliorer. C'est un outil de diagnostic, d'aide et de conseil qui peut permettre de réorienter des choix de martelage et d’aménagement. Il peut faciliter les études d'impacts simplifiées et le choix de mesures compensatoires ou conservatoires, et permettre de comparer des peuplements dans l'espace et dans le temps.
Les bases de l'IBP sont :
- composition spécifique du peuplement (richesse en essences autochtones)
- structure verticale du peuplement (strates suivantes des semi-ligneux (< 50 cm) et des herbacées (semis et arbustes exclus), arbustive (< 7 m), arborescente basse (7 à 20 m), arborescente haute (> 20 m))
- richesse en microhabitats (cavités, bois mort, support d'épiphytes, etc.) liés aux arbres (densités de très gros bois vivant, de gros bois mort sur pied, de bois mort au sol, d'arbres vivants porteurs de micro-habitats)
- richesse en habitats (typiquement forestiers, clairières, lisières et ourlets de qualité, cours d'eau et zones humides, zones rocheuses…
- continuité (intégrité écopaysagère) de l’état boisé ; degré d'ancienneté et de maturité des peuplements présents (une forêt étant ici considérée comme ancienne si elle n'a jamais été défrichée ou si le peuplement n'a pas subi de discontinuité depuis au moins 200 ans, selon par exemple la Carte de Cassini[7] ou d'autres archives (« Terriers » ou autres cartes anciennes), cadastre napoléonien, ancienne carte d'État-Major, etc.).

Sept de ces critères dépendent de la gestion et trois illustrent le contexte paysager. Une note 0, 2 ou 5 est donnée pour chacun des facteurs selon une échelle de valeurs seuils (pour éviter de devoir dénombrer).
Cet outil a initialement été conçu pour des forêts de montagne, mais pourrait être affiné pour être mieux adapté aux forêts littorales ou à d’autres cas particuliers. il pourrait par exemple prendre en compte des facteurs inhibant le potentiel de biodiversité tels que
- la fragmentation par certaines infrastructures,
- le potentiel de séquelles de guerre ou de pollutions,
- la pression et modes de chasse (pollution par le plomb de chasse),
- l’utilisation antérieure ou à venir de pesticides.

## Modes de cartographie
L'inventaire de la biodiversité existante est elle-même très lacunaire, même dans les régions riches en naturalistes. Et la prise en compte des espèces connues et inventoriées (faune, flore, fonge et plus encore des micro-organismes) d’une région ne peut être exhaustive.
Correctement hiérarchiser les priorités de restauration et préservation ne peut se faire qu'en dépassant les seules études de protection ou inventaire de la biodiversité (de type réserve naturelle, APB, site Natura 2000, ZNIEFF, etc.), en intégrant d’autres indices tels que la fragmentation, la naturalité, l’éloignement d’une zone-source de biodiversité, le degré de pressions anthropiques ou d'artificialisation ancienne, la richesse ancienne connue ou supposée du site, etc., autant d'éléments qui doivent être pris en compte pour évaluer le potentiel réel d'un site, de même dans la mesure du possible que l’importance fonctionnelle de ce site et des éléments écopaysagers périphériques (actuels ou antérieurement présents). Par exemple un col des Pyrénées pourrait avoir été très artificialisé, ou les populations animales qui l'empruntaient autrefois pourraient avoir été presque exterminées. Ce col conservera néanmoins toujours un rôle potentiel de pont entre l'Espagne et la France.
Le premier travail de cartographie des écopotentialités à échelle d'une région et de ses bordures périphériques a été fait en France (terminé en février 2008) pour la région Nord-Pas-de-Calais. Il a intégré des données sur l'environnement nocturne, ainsi que des données sur les régions périphériques pour atténuer les effets de bordures qui auraient sans cela été sources d'erreurs dans les cartes SIG de fragmentation par exemple. L'étude a produit de multiples cartes et une carte de synthèse, surtout « fondée sur l’analyse de l’occupation du sol régional à travers le filtre de l’écologie du paysage » ; c'est-à-dire sur la base de cinq grands critères de l'écologie du paysage (pris individuellement ou combinés) : connectivité écologique, naturalité, compacité, surface et hétérogénéité/écotones). Cette notion de potentiel écologique est aussi utilisée, sur la base d'un bilan environnemental, en écologie urbaine, comme base de plans de renaturation par exemple.
La notion de potentialité écologique peut aussi être appliqué à un milieu totalement artificiel (terril, friches, terrains de dépôt, carrière,). Ce potentiel sera alors déterminé par certaines caractéristiques des milieux (taille, présence ou absence d'eau, d'une cryptobanque de graines, pollution plus ou moins dégradable, pH, etc.) et leur positionnement par rapport au réseau écologique existant ou à venir.

## Applications pratiques; lieux et échelles d'application
Plusieurs grandes applications de ce concept existent (liste non limitative)
- L'évaluation environnementale peut utiliser l'écopotentialité pour élargir son champ et sa pertinence. 
Elle peut porter sur un type particulier de milieu, d'habitat ou sur tout un territoire (quelle que soit son échelle biogéographique). Ainsi, une évaluation du potentiel écologique a été faite pour préparer ou étendre le réseau écologique paneuropéen, sur la base d'un indice NLEP (pour net landscape ecological potential)[12] décrivant l'état de l'intégrité écologique, à macro-échelle. Cet indice, qui peut être présenté sur une cartographie SIG est notamment obtenu en croisant des données sur l'évolution de l'occupation du sol, l'évolution de la probabilité de présence d'une haute-biodiversité (espèces ou d'habitats, cf. patrimonialité et naturalité), pondérées par un indice de densité du réseau de transport traduisant une partie de la fragmentation écopaysagère[12].
- L'approche par l'écopotentialité peut aussi aider à identifier certaines éléments d'une trame verte et bleue à restaurer à l'échelle d'un territoire (par exemple des éléments qui s'ils étaient restaurés seraient susceptibles de jouer un certain rôle de corridor biologique ou de réservoir de biodiversité ; une cryptobanque de graines, une zone humide asséchée…).
À titre d'exemple, en application de la Directive cadre sur l'eau européenne, le Royaume-Uni et l'Irlande ont utilisé cette approche en 2008 dans un nouveau protocole visant à évaluer et hiérarchiser leurs canaux au regard de leur potentiel écologique, par rapport à un « potentiel écologique maximal » (maximum ecological potential, MEP)[13].
- Diverses opérations de génie écologique et de mesures compensatoires ou restauratoires nécessitent de savoir préalablement où la biodiversité peut ou devrait s'exprimer le plus, par exemple pour préparer un scrappage, une gestion restauratoire et donc différentiée, restaurer la connectivité écologique afin de permettre aux potentialités du milieu de s'exprimer au mieux[14].

L'évaluation de l'écopotentialité des villes et espaces verts est plus délicate, en raison du grand nombre d'espèces introduites, d'une forte artificialisation et de situation fréquente de puits écologiques et piège écologique qui peuvent tromper les observateurs naturalistes. La Conférence mondiale sur la biodiversité de Nagoya (2010) a néanmoins insisté sur l'importance d'aussi améliorer et prendre en compte les potentialités urbaines de la biodiversité (dont pour la biodiversité ordinaire), via par exemple les 25 indicateurs du projet URBIO.

## Valeur économique d'un potentiel
De nombreux économistes tentent de donner une valeur économique (ou un équivalent) à la biodiversité et à ses multiples services.
Une des difficultés pour la mesure de la valeur de la biodiversité potentiellement présente sur une zone géographique donnée, comme pour les services rendus par les écosystèmes « potentiels » de cette zone biogéographique est qu'une grande partie de cette valeur est relative à la résilience écologique. Or elle dépend aussi d'un « potentiel écologique » en grande partie inconnu et aujourd'hui quasiment inaccessible à la connaissance, car « caché » au cœur du vivant (de l'échelle génomique et de celle de la diversité génétique à celle des grands réseaux écologiques). la partie caché de ce potentiel peut ne s'exprimer qu'à certaines conditions (réchauffement ou refroidissement climatique, épidémies, modifications importantes des milieux, etc. ou restauration écologique plus ou moins poussée d'un territoire… qui sont autant de conditions non-reproductibles en laboratoire et à ce jour, et très difficilement modélisables. De même mesure-t-on mal le potentiel de réapparition d'une espèce quand elle a été éliminée d'une zone géographique où elle était présente et jouait un rôle écologique important (Par exemple les graines ou bulbes d'une plante ou des plantes adultes peuvent être encore nombreux alors que son unique pollinisateur (peut-être inconnu de la science) vient de disparaître)… Ceci conduit le chercheur vers le principe de précaution plus qu'à chiffrer ou évaluer financièrement la valeur de « potentialités ».
La totalité de cet « écopotentiel », et ses limites semblent devoir rester encore longtemps inconnus.
Néanmoins, de premières études tendent à prendre la partie la plus appréhendable des écopotentialités en compte (par exemple dans l'écocartographie de la Trame verte et bleue dans le nord de la France.